# Meggau (Adelsgeschlecht)

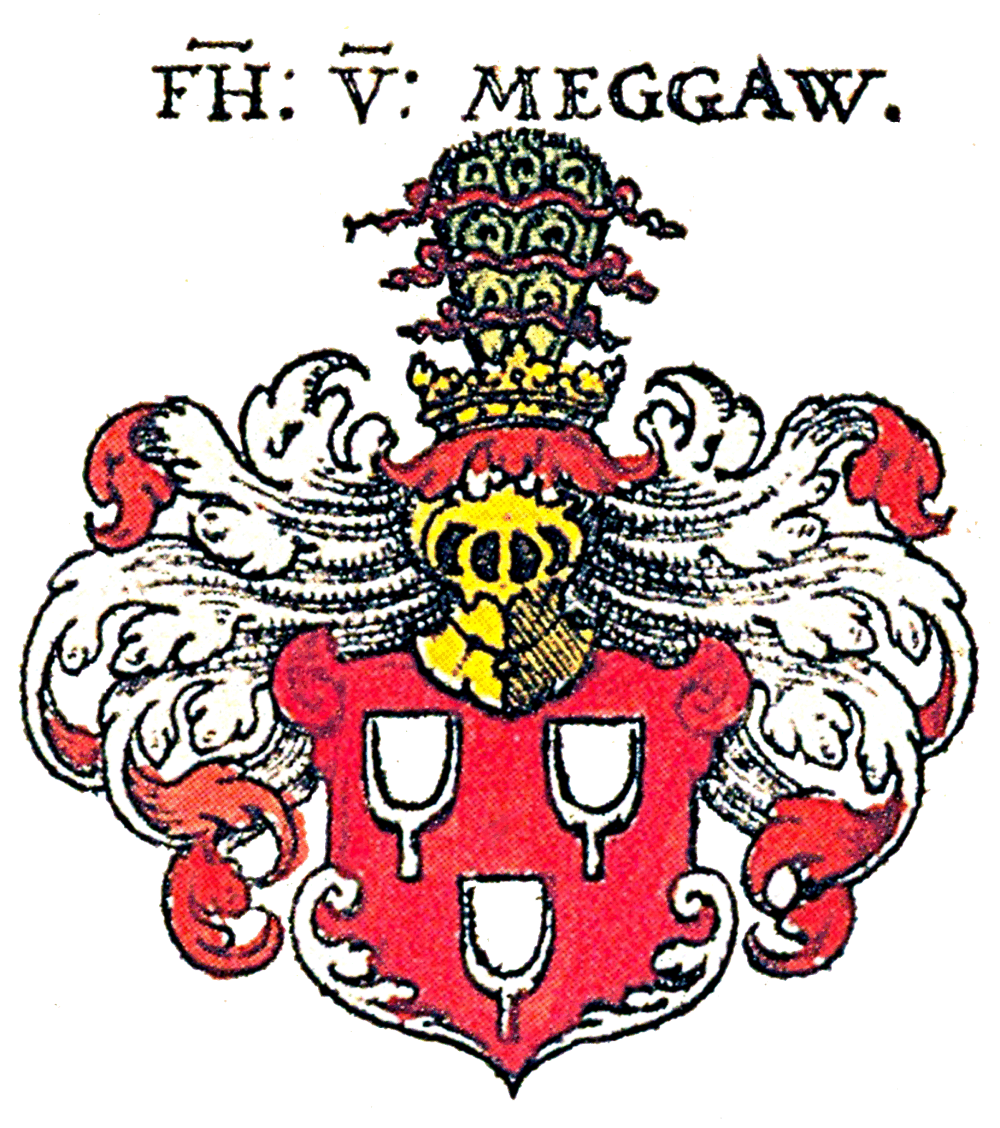
Wappen der Freiherren v. Meggau in Siebmachers Wappenbuch, 1605

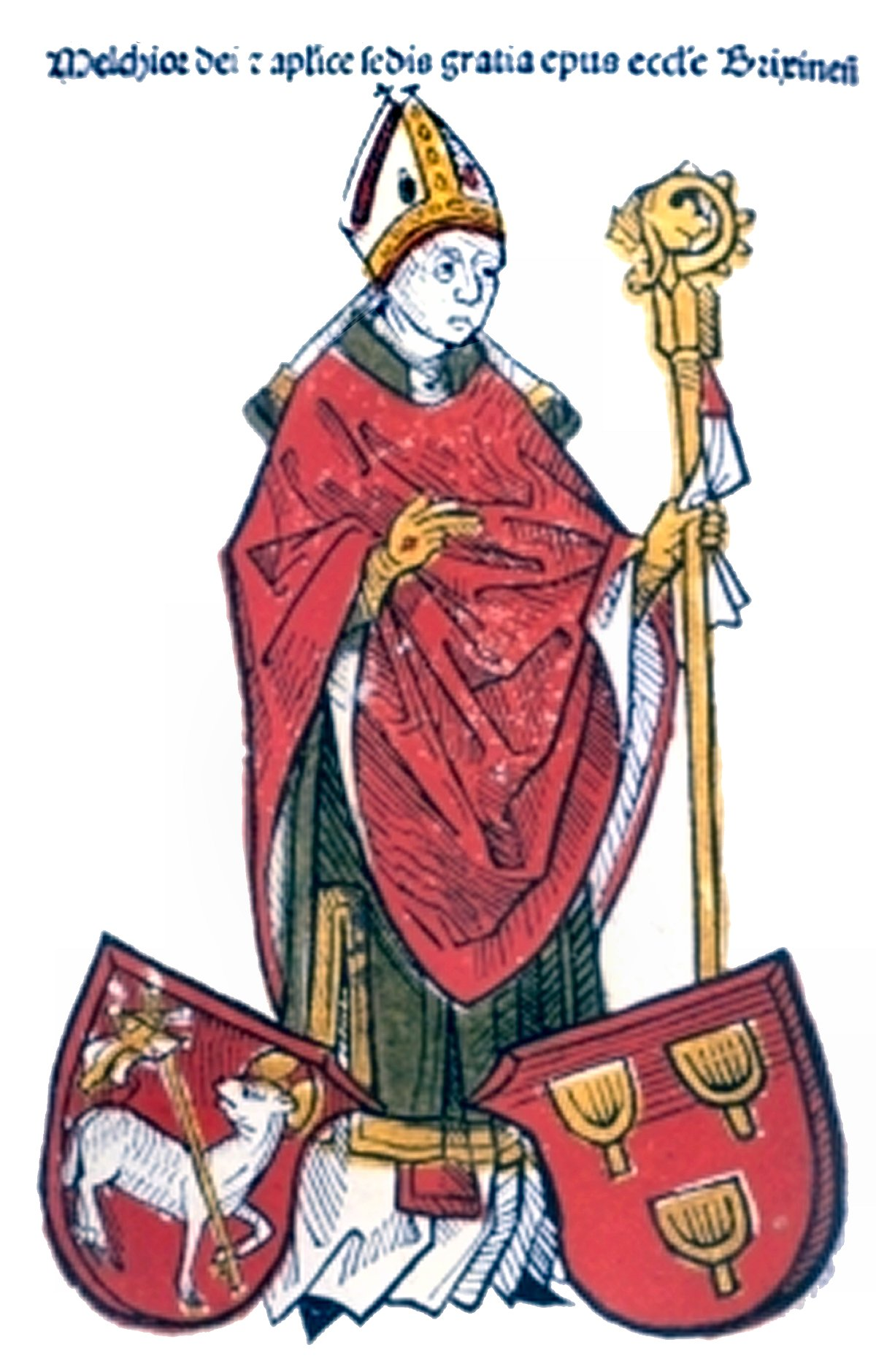
Melchior von Meckau, Fürstbischof von Brixen

Meggau, auch Meckau, war der Name eines sächsischen und österreichischen Adelsgeschlechts.

## Geschichte
Die Meggau waren ursprünglich eine im Bistum Meißen beheimatete Ministerialenfamilie. 1358 erscheint Heinemann von Meggau, sowie 1380 der Knappe Albrecht von Meggau. Um 1470 war Johann von Mecka Abt des Klosters Altzella. 1465 gehörte Helferich von Meggau ein Rittergut in Ostrau. Ein anderer Helferich besaß zusammen mit seinen Brüdern 1490 und 1509 die Güter Neudeck, Bomsdorf und Walda im Amt Liebenwerda. 1538 starb Dietrich von Meggau als letzter seines Stammes in Meißen. Der Sohn von Melchior, Melchior von Meckau wirkte als Domherr in Brixen, Magdeburg, Meißen und Passau, Dompropst in Meißen, 1490 Fürstbischof von Brixen, 1503 Kardinal und Päpstlicher Legat am Kaiserlichen Hof. Sein Bruder Caspar von Meggau zog unter der Regierungszeit des Kaisers Maximilian I. von Meißen nach Österreich, wo er das Amt des Kaiserlicher Hofrats bekleidete. Dessen Sohn Helfried von Meggau kaufte 1523 die Herrschaft Kreuzen in Oberösterreich und stieg 1533 zum Landeshauptmann von Österreich ob der Enns auf. Seine Nachkommen bekleideten ebenfalls hohe staatliche Ämter und Würden. Am 12. Oktober 1571 erlangte Ferdinand Helfried von Meggau zu Kreuzen den Freiherrenstand. Darauf wurden am 9. September 1619 die Brüder, der Kaiserliche Rat Leonhard Helfrich und der Kaiserliche Oberst Ferdinand Helfrich von Meggau Freiherr auf Creutzen in den Grafenstand erhoben.
Außer Kreuzen erwarben die Meggau u. a. die oberösterreichischen Herrschaften Ruttenstein, Schwertberg, Windegg, Freistadt, Poneggen, Hart und Greinburg sowie die böhmische Herrschaft Rabenstein. Mit dem 1626 von Kaiser Ferdinand II. in den Grafenstand erhobenen Obersthofmeister und Kämmerer Leonhard Helfried von Meggau, enger Vertrauter des Kaisers Mathias und Erbauer des Franziskanerklosters Grein, ist das Geschlecht im Mannesstamm erloschen.

## Wappen
Blasonierung
In Rot drei (2:1) goldene (auch silberne) Wurfschaufeln. Auf dem Helm mit rot-goldenen Decken ein Pfauenschweif, belegt mit drei silbernen Aalen (Schlangen?) übereinander.
Historische Wappenbilder

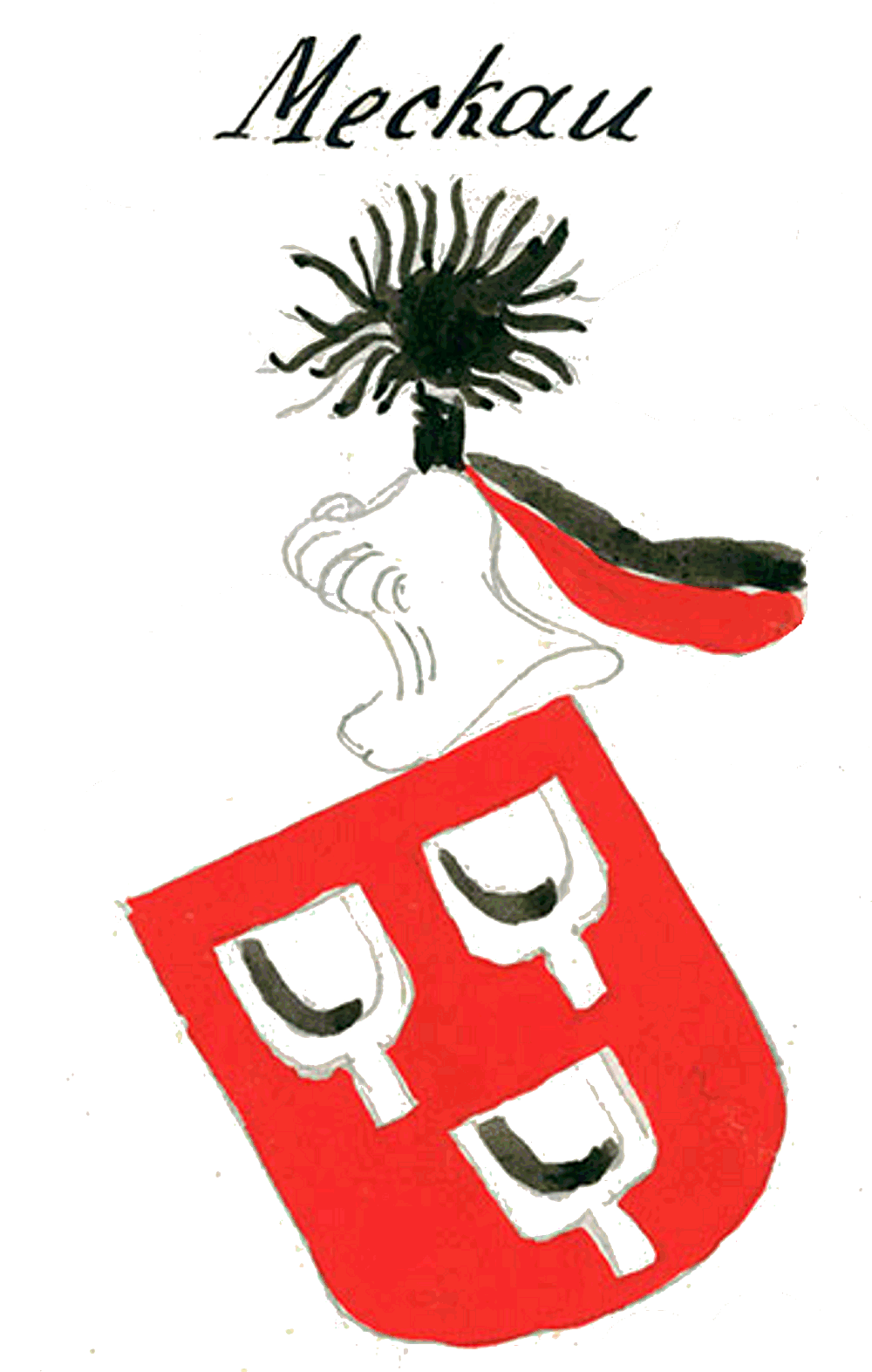
Wappen derer von Meggau in der Fischnaler Wappenkartei
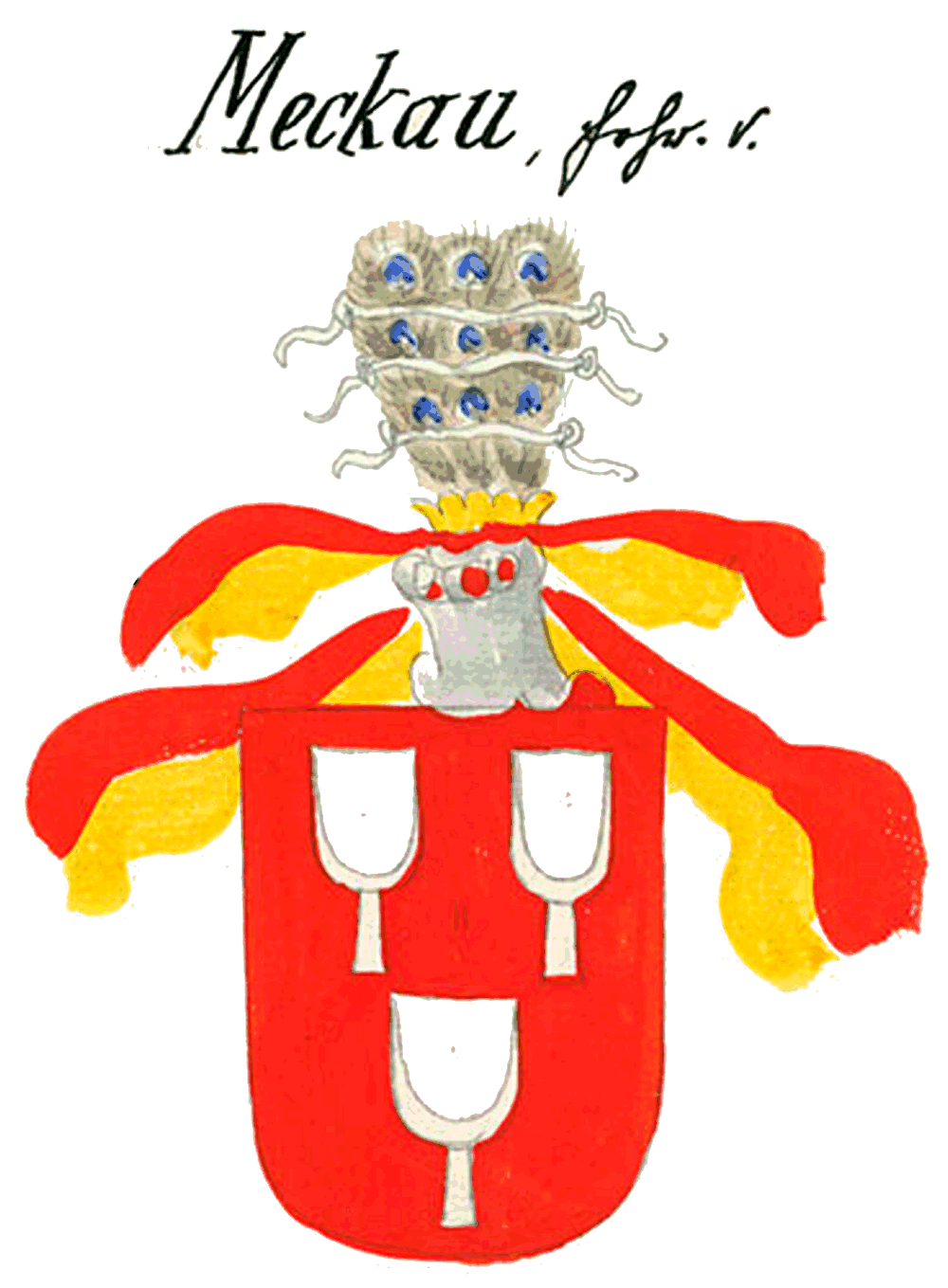
Wappen der Freiherren von Meckau (Meggau)
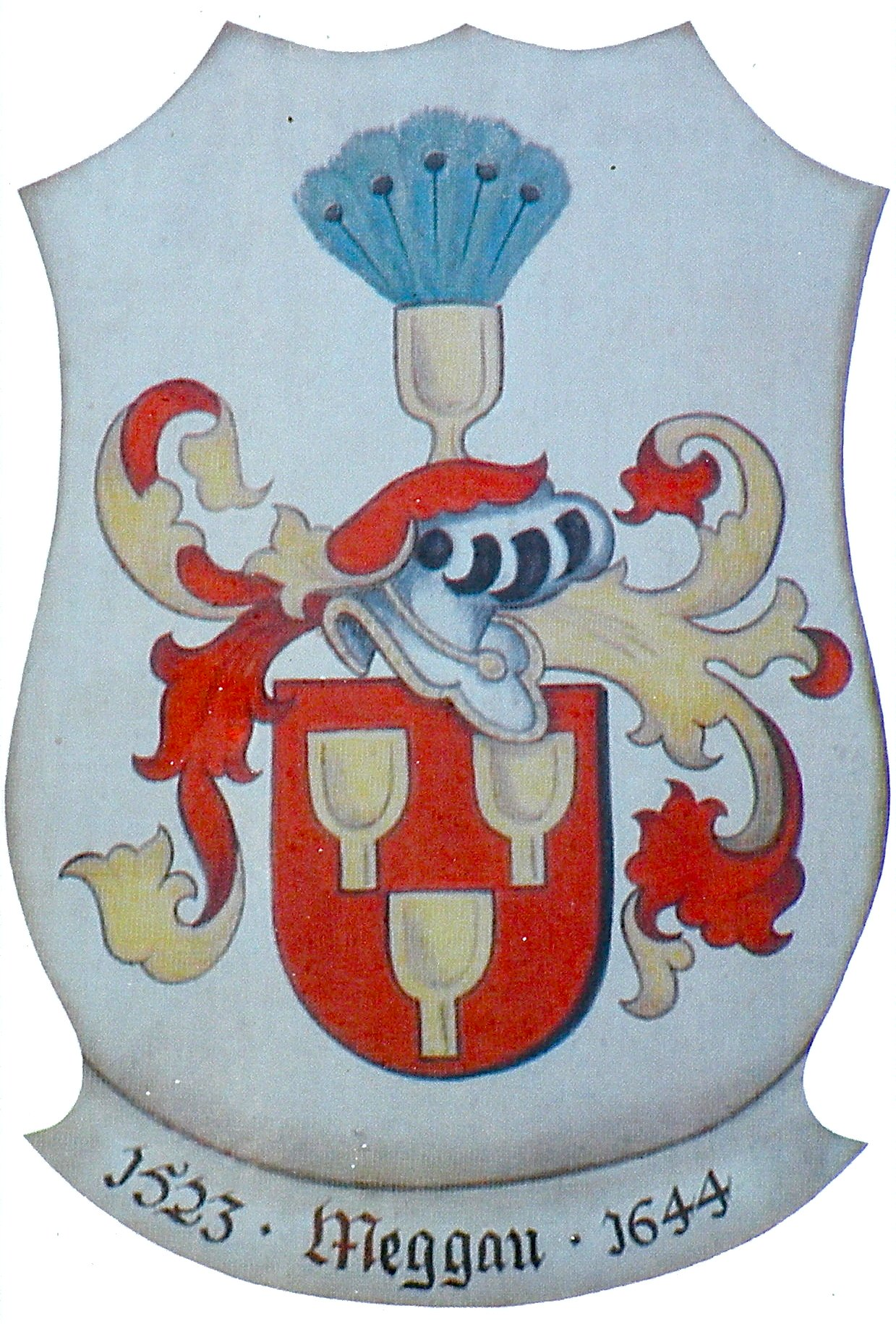
Wappen der Meggauer auf der Sonnenuhr der Burg Bad Kreuzen im Bezirk Perg
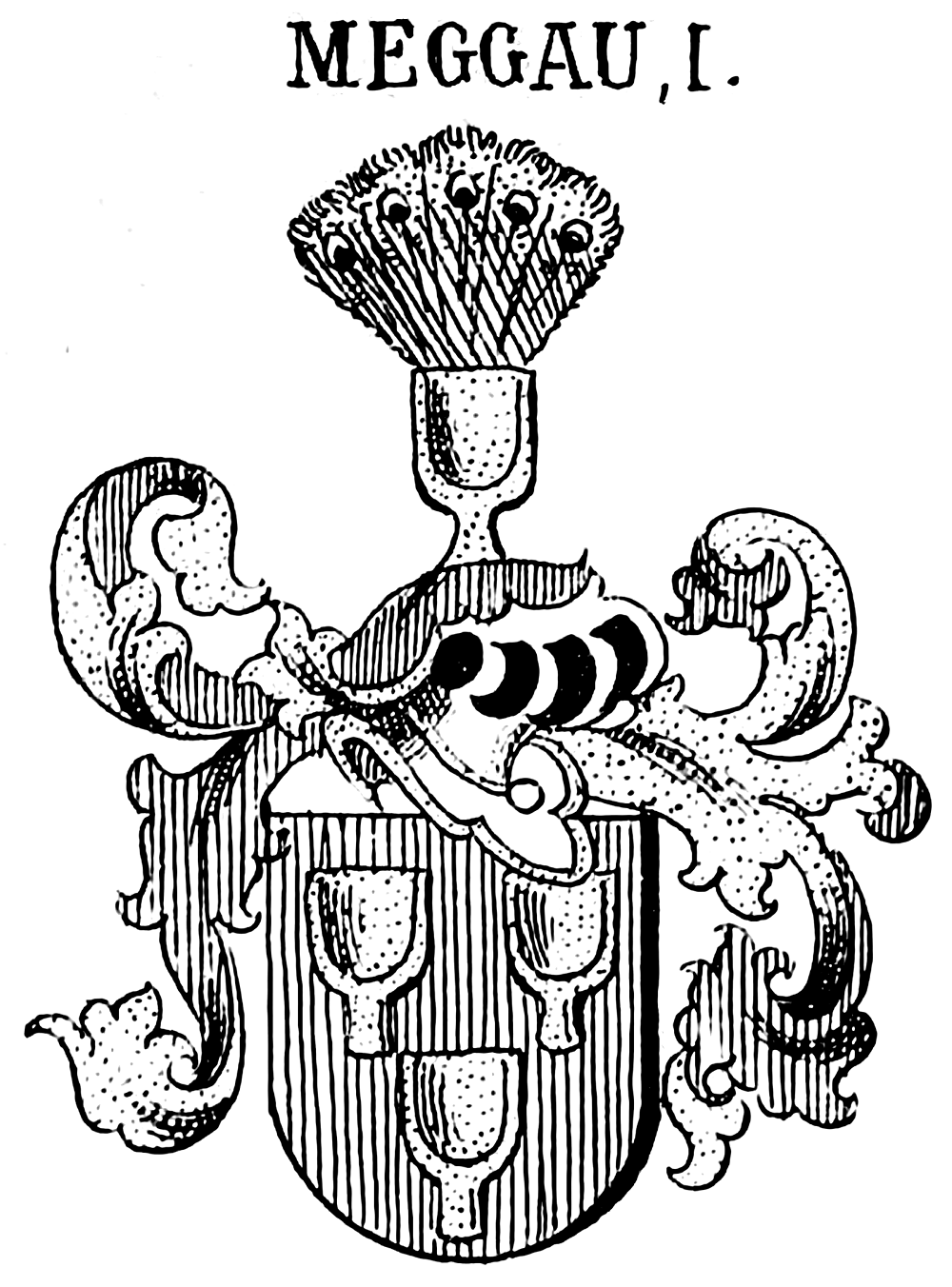
Wappen in Siebmachers Wappenbüchern
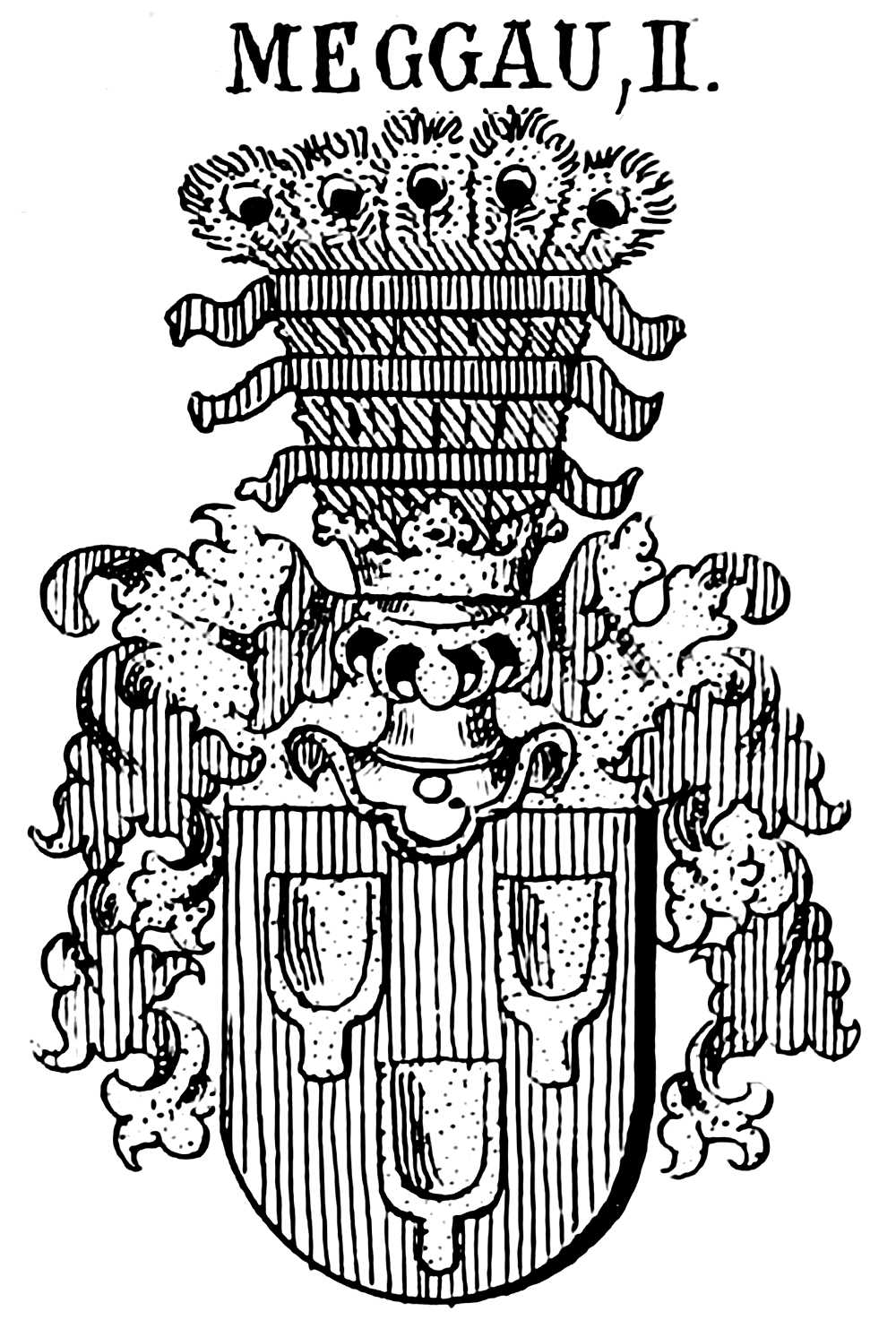
Wappen in Siebmachers Wappenbüchern
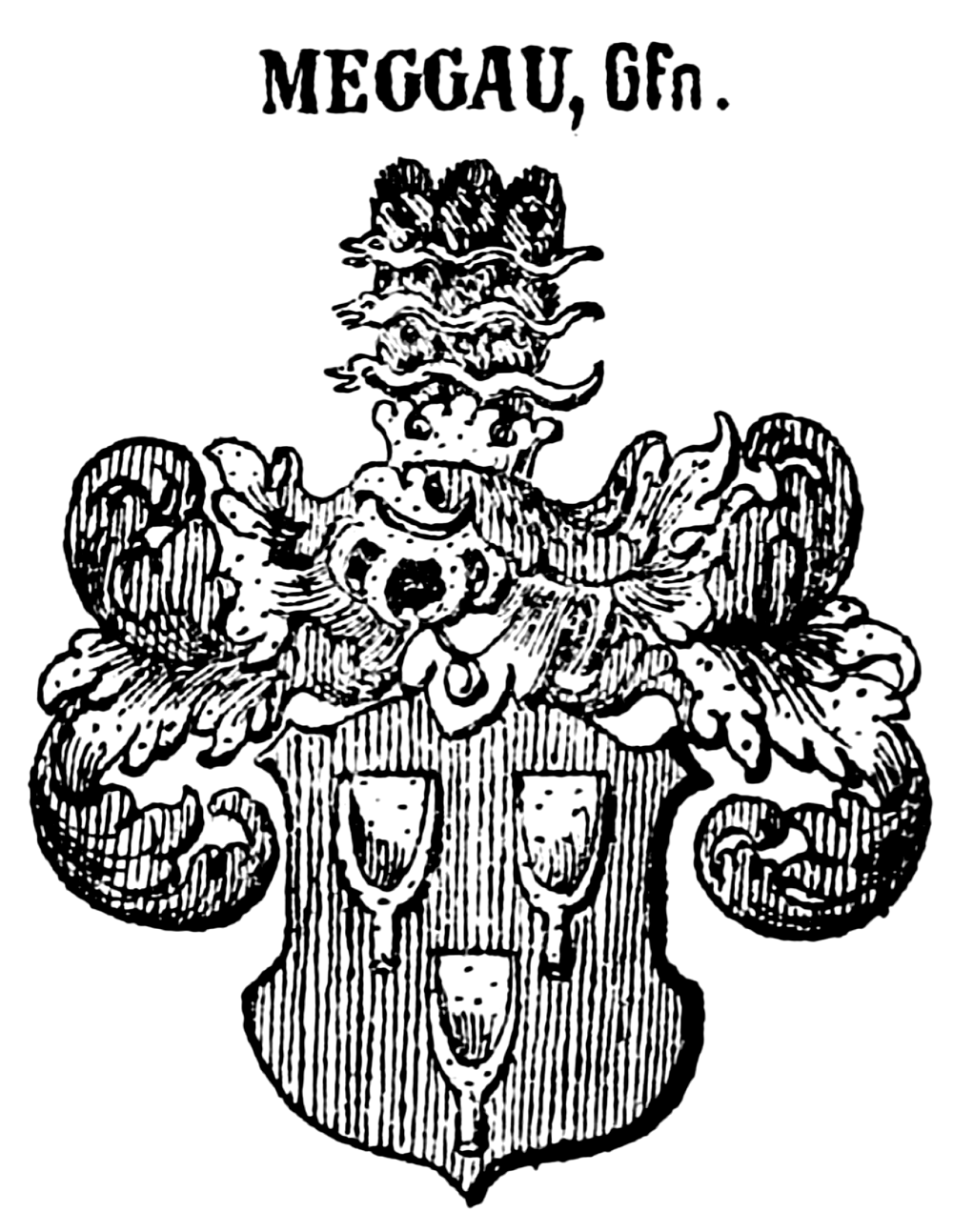
Wappen in Siebmachers Wappenbüchern

## Persönlichkeiten
- Helfried von Meggau († 1539), Landeshauptmann von Oberösterreich
- Ferdinand Helfried von Meggau († 1585), Landeshauptmann von Oberösterreich
- Franziska von Meggau (1609–1676), österreichische Gouvernante und Obersthofmeisterin
- Leonhard Helfried von Meggau (1577–1644), Obersthofmeister und Kämmerer
- Melchior von Meckau († 1509), Dompropst in Meißen, Fürstbischof von Brixen, sowie Kardinal